# Green Spring (Kentucky)
Green Spring város az USA Kentucky államában, Jefferson megyében. Lakosainak száma 711 fő (2020. április 1.).

## Népesség
A település népességének változása:
| Lakosok száma | 759  | 715  | 711  |
|               | 2000 | 2010 | 2020 |